# Markowitz (manoir)
Pour les articles homonymes, voir Markowitz.

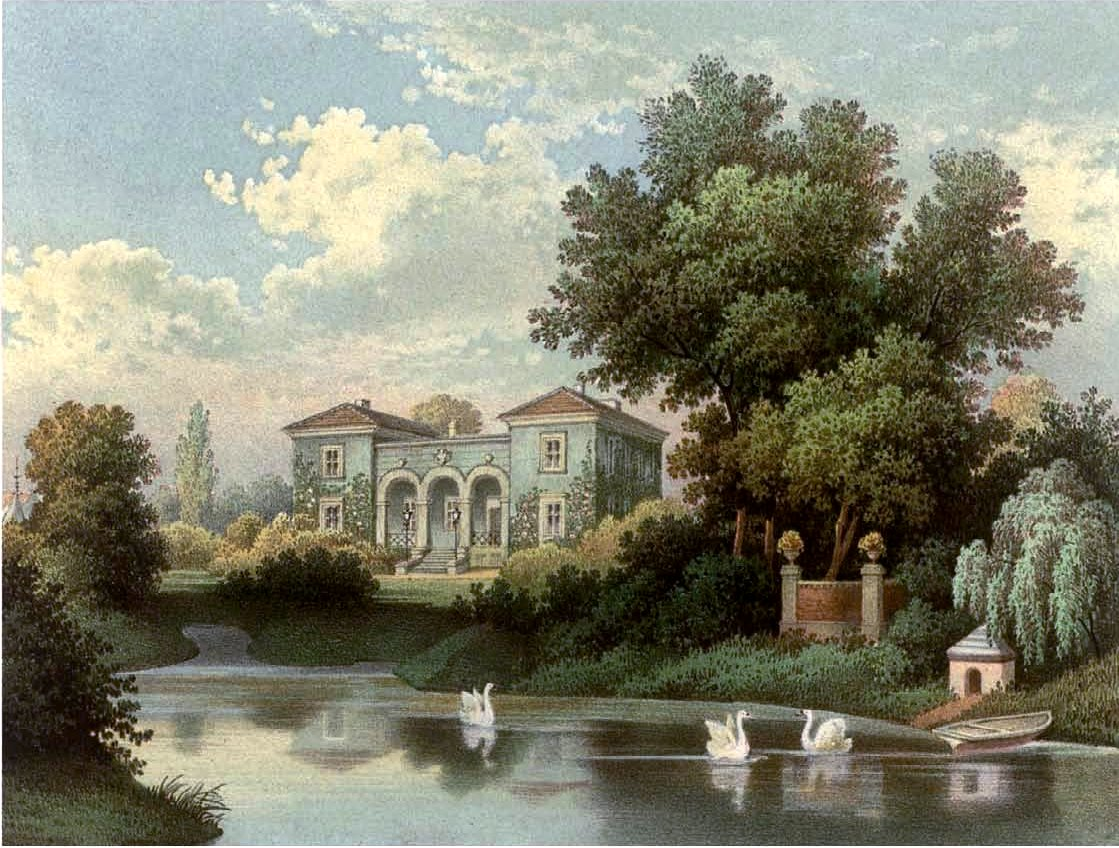
Vue du manoir de Markowitz vers 1860 (recueil d'Alexander Duncker)

Markowitz était le nom du domaine et du manoir du village de Markowice (anciennement Markowitz) situé à côté de Strelno en province de Posnanie, aujourd'hui en Pologne dans la voïvodie de Cujavie-Poméranie, anciennement dans le district de Bromberg.

## Historique
Le domaine appartient d'abord à deux sœurs de la noblesse polonaise en 1756, Ludwina et Catharina Trzebicka. Il entre en possession d'une famille de la grande aristocratie polonaise, les Zielinski, en 1804, puis de la famille von Wilamowitz-Möllendorff en 1836. C'est ici que naquit en 1848 le philologue Ulrich von Wilamowitz-Möllendorff.
Les terres comprenaient celles du manoir, le village de Markowitz, le village de Wymyslowo, les fermes de Wymyslowo et de Gay. Le baron Arnold von Wilamowitz-Möllendorf réunit ces deux dernières dans les années 1840, alors qu'elles étaient mal entretenues, et elles deviennent le nouveau domaine de Möllendorf qui devient alors un domaine modèle de la région. De nouveaux bâtiments agricoles sont construits, un parc est dessiné ainsi que des vergers et le manoir actuel est bâti en 1841, après le mariage du baron avec Ulrike von Calbo (1820-1874).